# Bruce Johnston
Benjamin Baldwin, noto con lo pseudonimo Bruce Johnston (Los Angeles, 27 giugno 1942), è un musicista e cantante statunitense, noto per essere uno dei membri dei Beach Boys.
Tastierista e cantante di supporto dei Beach Boys, Bruce è considerato uno dei più importanti musicisti del panorama musicale statunitense.
Johnston non è uno dei membri fondatori della band. Si unì alla formazione solo in seguito, il 9 aprile 1965 quando Glen Campbell (che sostituiva sul palco Brian Wilson durante i concerti dato che egli aveva deciso di concentrarsi sul lavoro di produzione in studio) lasciò il gruppo.
Johnston sostituì Wilson sul palco per un lungo periodo, tuttavia, chiamato dallo stesso Wilson, pur non essendo ancora un membro ufficiale del gruppo, partecipò alle registrazioni di Pet Sounds.
Nel 1983, dopo la morte di Dennis Wilson, Johnston divenne un membro del gruppo a tutti gli effetti.

## Biografia
Da bambino Bruce venne adottato dai coniugi William e Irene Johnston di Chicago, e crebbe nella zona occidentale di Los Angeles, nei quartieri di Brentwood e Bel Air. Il padre adottivo ricopriva il ruolo di presidente della società Rexall Drug Company, divisione di Los Angeles. Essendo capitato in una famiglia benestante, il giovane Bruce frequentò una scuola privata, la Bel-Air Town And Country School (in seguito rinominata John Thomas Dye School) di Los Angeles, e studiò anche pianoforte classico quand'era ancora bambino. Alle superiori, Johnston scoprì la musica pop contemporanea. Si mise a studiare il basso elettrico, e fece pratica in diversi gruppetti locali, trovandosi a lavorare con musicisti come Sandy Nelson, Kim Fowley, e un giovane Phil Spector.

### Carriera

#### Bruce & Terry
Essendo diventato un buon bassista, ben presto Johnston iniziò a suonare come turnista per star come Ritchie Valens, Everly Brothers, e persino Eddie Cochran. Nel 1959, mentre ancora frequentava la scuola superiore, arrangiò e suonò nel primo vero hit di Sandy Nelson intitolato Teenbeat. Il singolo raggiunse addirittura la Billboard Top Ten. Nello stesso anno, Bruce pubblicò il primo singolo a suo nome, Take This Pearl su etichetta Arwin Records (una casa discografica di proprietà di Doris Day), come parte del duo "Bruce & Jerry" ("Jerry" era un certo Jerry Cooper).
Nel 1960, Johnston iniziò la sua carriera come produttore discografico per la Del-Fi Records, producendo cinque singoli ed un album intero, Love You So di Ron Holden. Nel 1962 e 1963 continuò la produzione di singoli di surf music, all'epoca genere molto in voga tra i giovani bianchi americani, e diede alle stampe l'album Surfin Around The World accreditato a Bruce Johnston, e un album dal vivo intitolato Surfer's Pajama Party a nome "The Bruce Johnston Surfin' Band". Nel 1963 arrivò la prima collaborazione con il futuro amico Terry Melcher, un LP di cover prevalentemente strumentali accreditato ai "The Hot Doggers". I primi artisti che il duo produsse furono il gruppo musicale The Rip Chords. La coppia Johnston e Melcher, affiatatasi come duo artistico, passò poi a lavorare come team produttivo alla Columbia Records, per la quale produsse successi di classifica dell'epoca come Hey Little Cobra, una canzone sulle auto da corsa in stile Beach Boys. Il duo fece anche delle incisioni a proprio nome sotto gli pseudonimi di "Bruce & Terry", o "The Rogues", ma in seguito Terry Melcher iniziò a focalizzarsi maggiormente sulla carriera di produttore, che lo porterà a collaborare con nomi importanti del panorama musicale (The Byrds, Paul Revere and the Raiders).

#### The Beach Boys
Il 9 aprile 1965, Johnston entrò a far parte dei Beach Boys, rimpiazzando Glen Campbell come sostituto di Brian Wilson al basso durante i concerti. Bruce non iniziò subito a essere considerato un membro effettivo della band, non apparendo nelle foto promozionali del gruppo, e limitando di molto il suo apporto artistico. Il primo apporto vocale di Johnston con i Beach Boys ufficialmente inciso fu in occasione del brano California Girls. Nel 1967, cantò in My World Fell Down, una hit minore del gruppo di Gary Usher, i "Sagittarius". Il suo contributo al gruppo iniziò a crescere in concomitanza con la crisi di Brian Wilson nel periodo posteriore al fallimento del progetto Smile. Suoi contributi notevoli furono, per esempio, i brani di sua composizione Tears in the Morning sull'album Sunflower del 1970, e lo strumentale The Nearest Faraway Place su 20/20; e la cover di un brano di Ersel Hickey, Bluebirds over the Mountain, che pubblicata come singolo riscosse un certo successo. La sua canzone più celebre incisa con i Beach Boys rimane comunque la nostalgica Disney Girls (1957) sull'album Surf's Up del 1971, ripresa poi da molti artisti, tra i quali Cass Elliot, Captain & Tennille, Art Garfunkel, Jack Jones, e Doris Day.
A causa di contrasti con l'allora manager del gruppo Jack Rieley, Johnston lasciò i Beach Boys nel 1972, facendovi ritorno nel 1978 su richiesta esplicita di Brian Wilson, per suonare (e co-produrre) l'album L.A.. L'anno seguente si occupò in solitaria della produzione del successivo album del gruppo, Keepin' the Summer Alive. Nel 1977 pubblica il suo terzo ed ultimo album da solista, Going Public su etichetta Columbia Records, dove reinterpreta anche suoi vecchi pezzi scritti per i Beach Boys come Disney Girls.
Negli anni ottanta fu l'unico membro storico della formazione, insieme a Mike Love, a rimanere nella band. Al 2023, Johnston è ancora membro della versione da tour dei Beach Boys, prendendo parte a circa 170 concerti all'anno.

## Altri lavori
Nel 1967, Johnston cantò in My World Fell Down, un successo per il gruppo “Sagittarius”.
A metà degli anni '70, ha scritto I Write the Songs, che è stato originariamente registrato da Captain & Tennille. La canzone divenne un successo numero uno nella classifica Billboard nella versione di Barry Manilow, per il quale Johnston vinse un Grammy Award come canzone dell'anno nel 1977. I Write the Song sarebbe stato registrato da oltre duecento artisti, tra cui Frank Sinatra.
Nel 1977, Johnston fornì arrangiamenti vocali sull'LP Boats Against the Current di Eric Carmen e può essere ascoltato nel singolo di successo She Did It, con l'ispirazione presa dal successo dei Beach Boys del 1968 Do It Again.
Inoltre, durante questo periodo Johnston ha scritto arrangiamenti e ha cantato nelle registrazioni per Elton John tra cui Don't Let the Sun Go Down on Me. Ha anche contribuito in diverse canzoni dell'album dei Pink Floyd The Wall, in particolare nella canzone The Show Must Go On, che Roger Waters ha scritto specificamente per le armonie vocali in stile Beach Boys.
Bruce Johnston è uno dei produttori dell'album di The Weeknd Dawn FM (2022), in cui ha scritto e co-prodotto Here We Go... Again in collaborazione con il rapper Tyler, The Creator.

## Vita privata
Johnston è sposato con Harriet Johnston dal 1976, dalla relazione sono nati 4 figli: Ozzie, Justin, Ryan e Max.
Bruce viene spesso considerato il membro dei Beach Boys più esplicito per quanto riguarda la politica, da sempre considerato un conservatore, è un sostenitore del Partito Repubblicano.
È l’unico membro dei Beach Boys (dopo la morte di Dennis Wilson) a praticare surf. Bruce afferma di non aver mai assunto droghe di alcun tipo o di aver mai fumato, inoltre è astemio.
È cattolico romano praticante.

## Discografia

### Solista
- Surfer's Pajama Party (1963) (Del-Fi 4202) - a nome "The Bruce Johnston Surfin' Band"
- Surfin' Round the World (1963) (Columbia CL2057)
- Going Public (1977) (Columbia PC 34459)

### Con i Beach Boys
- 1965: Summer Days (And Summer Nights!!)
- 1965: Beach Boys' Party!
- 1966: Pet Sounds
- 1967: Smiley Smile
- 1967: Wild Honey
- 1968: Friends
- 1969: 20/20
- 1970: Sunflower
- 1971: Surf's Up
- 1972: Carl and the Passions – "So Tough"
- 1979: L.A. (Light Album)
- 1980: Keepin' the Summer Alive
- 1985: The Beach Boys
- 1989: Still Cruisin'
- 1992: Summer in Paradise
- 1996: Stars and Stripes Vol. 1
- 2012: That's Why God Made the Radio

### Con Mike love
- 1998: Salute NASCAR (con David Marks)
- 2001: Summertime Cruisin'
- 2017: Unleash the Love
- 2018: Reason for the Season
- 2019: 12 Sides of Summer

## Canzoni d’autore
La seguente lista elenca tutte le canzoni scritte o co-scritte da Bruce Johnston (in grassetto la canzone, in corsivo l’album dalla quale è tratta):
- Three Window Coupe (1964)
  - "Beach Girl" (with Terry Melcher)
- Hey Little Cobra and Other Hot Rod Hits (1964)
  - "The Queen"
  - "Trophy Machine"
  - "Gone"
  - "'40 Ford Time"
  - "Bunny Hill"
- Wild Honey (1967)
  - "How She Boogalooed It"
- 20/20 (1969)
  - "The Nearest Faraway Place"
- Sunflower (1970)
  - "Deirdre"
  - "Tears in the Morning"
- Surf's Up (1971)
  - "Disney Girls (1957)"
- Going Public (1977) 
  - "I Write the Songs"
  - "Thank You, Baby"
  - "Rendezvous"
  - "Rock and Roll Survivor"
  - "Don't Be Scared"
- Keepin' the Summer Alive (1980)
  - "Endless Harmony"
- The Beach Boys (1985)
  - "She Believes in Love Again"
- Still Cruisin' (1989)
  - "Somewhere Near Japan"
- Summer in Paradise (1992)
  - "Slow Summer Dancin' (One Summer Night)"
- The Best Of Bruce & Terry (1998)
  - "Don't Run Away"
  - "I Love You Model "T""
  - "Roger's Reef"
  - "Yeah!"
  - "Thank You Baby"
- Dawn FM (2022)
  - "Here We Go... Again"